# Pardosa jeniseica
Pardosa jeniseica là một loài nhện trong họ Lycosidae.
Loài này thuộc chi Pardosa. Pardosa jeniseica được Kirill Yuryevich Eskov & Yuri M. Marusik miêu tả năm 1995.